# Rumersheim-le-Haut
Rumersheim-le-Haut (Duits: Rumersheim) is een gemeente in het Franse departement Haut-Rhin (regio Grand Est). De plaats maakt deel uit van het  arrondissement Thann-Guebwiller. Rumersheim-le-Haut telde op 1 januari 2022 1.052 inwoners.

## Geografie
De oppervlakte van Rumersheim-le-Haut bedroeg op 1 januari 2022 16,67 vierkante kilometer; de bevolkingsdichtheid was toen 63,1 inwoners per km².

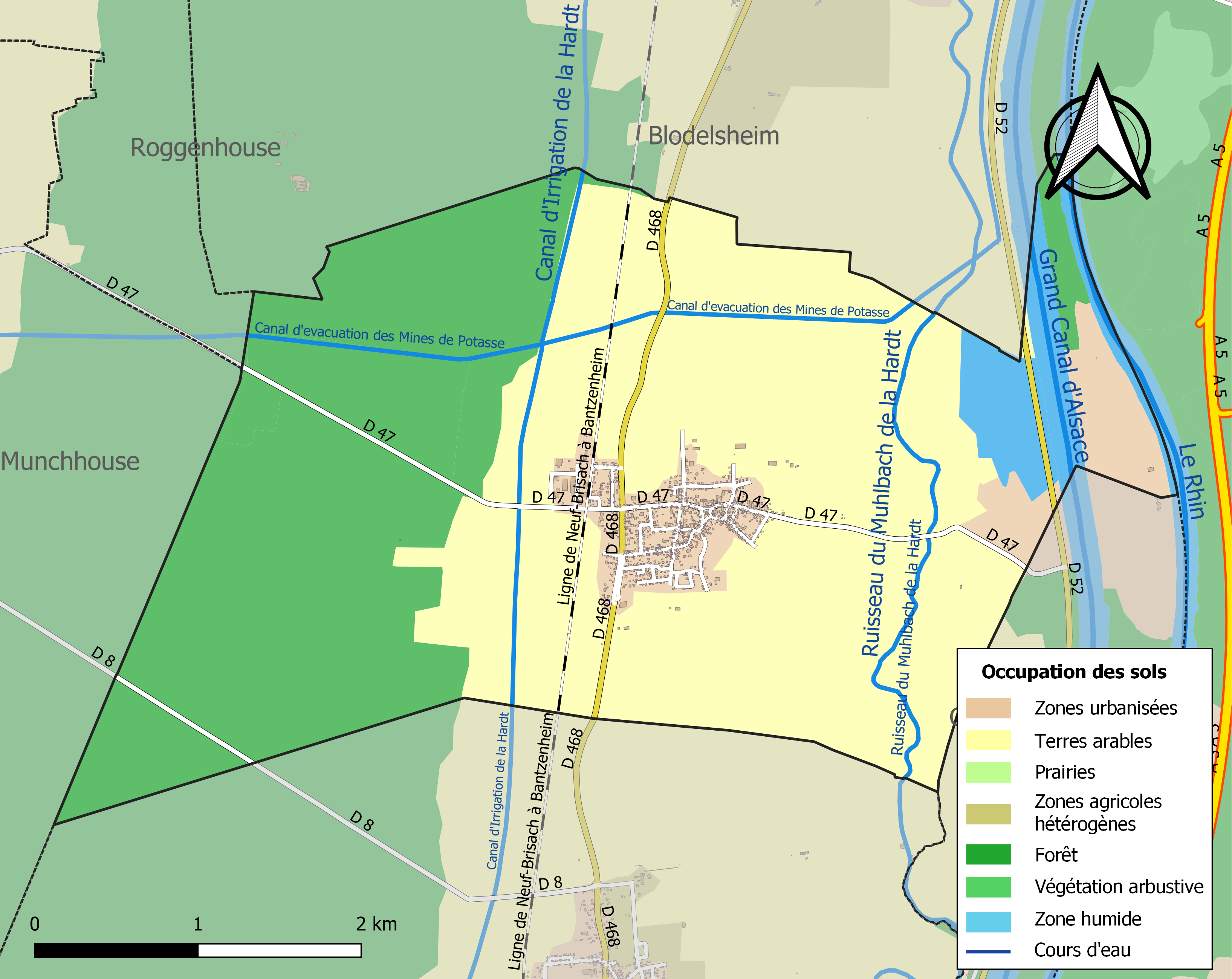
Kaart van de gemeente met de belangrijkste infrastructuur, bodemgebruik en omliggende gemeenten

## Demografie
Onderstaande figuur toont het verloop van het inwonertal (bron: INSEE-tellingen).